# ITH
ITH – akronim od ang. Integral Time Horizont - to przyjęty horyzont czasowy oddziaływania danej substancji (zwykle 100 lub 500 lat).